# Вест Лилман (Флорида)
Вест Лилман (енгл. West Lealman) насељено је место без административног статуса у америчкој савезној држави Флорида.

## Демографија
По попису из 2010. године број становника је 15.651.
| Група             | 2000.    | 2010.          |
| Белци             | 0 (0,0%) | 12.665 (80,9%) |
| Афроамериканци    | 0 (0,0%) | 704 (4,5%)     |
| Азијати           | 0 (0,0%) | 612 (3,9%)     |
| Хиспаноамериканци | 0 (0,0%) | 1.303 (8,3%)   |
| Укупно            | 0        | 15.651         |